# Marcial Manuel Pina Morales
Marcial Manuel Pina Morales, conegut com a Marcial Pina, (Bárzana de Quirós, Astúries, 23 d'agost de 1946), és un exfutbolista asturià, que va destacar per la seva qualitat i precisió en el xut i les passades.

## Trajectòria
Va debutar a primera divisió amb l'Elx CF a l'edat de 18 anys. El 1966 va fitxar pel RCD Espanyol després de desestimar ofertes de l'Inter de Milà, Reial Madrid i FC Barcelona. Amb el club perico va integrar la davantera coneguda com "Els 5 dofins", junt amb Carmelo Amas, Cayetano Re, Rodilla i José María.
El 1969, va fitxar per l'etern rival, el FC Barcelona on va jugar 8 temporades disputant 357 partits oficials i marcant 84 goles.
L'any 1977 va ser apartat del club blaugrana per una sortida nocturna amb Carles Rexach. Aquella temporada va fitxar per l'Atlètic de Madrid, club en el qual es va retirar el 1980.

## Palmarès
- 1 Copa del rei (1971) amb el FC Barcelona
- 1 Finalíssima de la Copa de les Ciutats en Fires (1971) amb el FC Barcelona
- 1 Lliga espanyola (1974) amb el FC Barcelona